# 黄捷 (控制理论专家)
黄捷（1955年5月10日—），男，中国控制理论专家，IEEE Life Fellow，国际自动控制联合会会士，中国自动化学会会士，现任香港中文大学工程学院机械与自动化工程学系教授。